# Mango, Jharkhand
Mango är en stad i delstaten Jharkhand i Indien, och är en förort till Jamshedpur. Staden tillhör distriktet Purbi Singhbhum och folkmängden uppgick till 223 805 invånare vid folkräkningen 2011.